# 長濱善夫
長濱 善夫（ながはま よしお、1915年（大正4年） - 1961年（昭和36年）6月）は日本の医学者、眼科医。医学博士。千葉医科大学（千葉大学）卒業。千葉大学医学部講師、国立横浜療養所内科医長を歴任した。日本東洋医学会の創設にも携わる。

## 略歴
1915年、神奈川県生まれ。1940年千葉医科大学卒業後、同大の眼科教室に所属し、伊藤弥恵治の薫陶を受け、主として東洋医学研究室において研究に従事する。
1947年（昭和22年）藤平健らとともに千葉医科大学の公認課外講座として「東洋医学自由講座」を設置、1950年（昭和25年）日本東洋医学会の創設にあたっては学会準備委員会委員として尽力した。
1949年春に、千葉医科大学で視神経萎縮という悪性の眼病を患った鍼響に敏感な患者と遭遇したことがきっかけで鍼響の研究を行うようになった。その後の研究によって、古典の記載に酷似する経絡の走行を確認する一方、古典に記載の無い新経絡を見つけ出した。さらに循経感伝現象を発見した。
東京都港区西新橋芝田村町に診療所を開設するも、1961年に脳卒中のため46歳で死去した。

## 著書
- 『東洋医学概説』創元社〈東洋医学選書〉、1961年。ISBN 4-422-41301-5。
- 『針灸治療の新研究』創元社。